# Зоряний шлях: Наступне покоління
«Зоряний шлях: Наступне покоління» (англ. Star Trek: The Next Generation, TNG) — другий ігровий телевізійний серіал, дія якого розгортається у всесвіті Зоряного Шляху.
Зйомки серіалу були розпочаті автором оригінального Зоряного Шляху — Джином Родденберрі. Після його смерті в 1991 роботу над серіалом продовжив Рік Берман. Прем'єра пілотного епізоду — «Зустріч в „Далекій точці“» (англ. Encounter At Farpoint) відбулася 28 вересня 1987, а 23 травня 1994 на екрани вийшов останній епізод серіалу — «Всі блага світу …» (англ. All Good Things ...). Серіал тривав 7 сезонів, що налічують 178 епізодів.
Дія серіалу розгортається в 2364—2370 роках, через сто років після подій серіалу «Зоряний Шлях: Оригінальний серіал» та оповідає про пригоди нового зорельота Об'єднаної Федерації Планет «Ентерпрайз» (USS Enterprise NCC-1701-D, а згодом — USS Enterprise NCC-1701-E) під командуванням капітана Пікарда. «Ентерпрайз» — це перш за все дослідницьке судно, але зважаючи на тривалість його експедиції та можливі загрози на шляху, він озброєний.
На відміну від «Оригінального серіалу», де основний ухил був зроблений на контакти з іншопланетними цивілізаціями, більшість епізодів «Наступного покоління» присвячено відносинам з уже відомими. Крім того, крізь частину епізодів проходить центральна для усього серіалу сюжетна лінія — довести богоподібній цивілізації К'ю, що люди морально готові до далеких міжзоряних подорожей. В цьому серіалі з'являється центральний антагоніст — Борґ чи Колектив борґів — цивілізація кіборгів, які керовані колективним розумом і збільшують свою чисельність та розвиток за рахунок асиміляції інших цивілізацій. Борґи виявилися настільки вдалою ідеєю, що згодом стали головними ворогами в серіалі «Зоряний Шлях: Вояджер».
Однак все ж більшість епізодів присвячено різним ситуаціям з «цивілізаціями-одноденками», які фігурують тільки в поточному епізоді, незважаючи на можливу силу і вплив. Також багато часу приділено розвитку відносин між персонажами. Деякі епізоди представляють із себе ремейки з оригінального серіалу.

## Сюжет
Слоган серіалу, що відкриває кожен епізод: «Космос, останній рубіж. Зореліт „Ентерпрайз“ борознить простори всесвіту, продовжуючи відкривати і досліджувати нові світи, нові форми життя, нові цивілізації. Девіз команди — сміливо йти туди, куди не ступала нога людини».

### Перший сезон
Новий зореліт Об'єднаної Федерації Планет «Ентерпрайз» під командуванням досвідченого капітана Жана-Люка Пікара вирушає на дослідження віддалених регіонів галактики. Екіпаж ще різноманітніший, ніж раніше, до нього крім людей входять клінгон Ворф, бетазоїдка Діана Трой і андроїд Дейта, а також здібний підліток Веслі Крашер. На кораблі ще не вистачає кількох фахівців, зокрема першого помічника, що має приєднатися до команди  на найдальшій відомій цивілізованій планеті Данеб-4.
«Ентерпрайз» захоплюється невідомим об'єктом, яким керує істота К'ю. Вона наказує негайно повертатися, бо люди жорстокі й амбітні та тільки нашкодять галактиці. Пікар намагається довести К'ю, що люди змінилися. Звільнивши величезну розумну істоту, яку ув'язнили жителі Данеба, від переконує К'ю пропустити «Ентерпрайз» далі, в прикордонні території.
«Ентерпрайз» виконує низку дослідницьких, рятувальних і дипломатичних місій. Команда корабля стикається як з примітивними, так і розвиненими цивілізаціями по сусідству з Федерацією. Дейта знаходить свого «брата» Лора на одній з баз, але той виявляється його підступною егоїстичною копією, що зверхньо ставиться до людей. На одній з планет гине Таша Яр, убита місцевою істотою. Капітан отримує свідчення змови в командуванні Зоряного Флоту та викриває його зараження розумними паразитами.
Наприкінці сезону «Ентерпрайз» виявляє земний корабель XXI століття з замороженими людьми та повертає кількох до життя.

### Другий сезон
«Ентерпрайз» продовжує подорожі за кордонами Федерації. Дедалі частіше постає питання людяності Дейти: його тіло прагне зайняти старий учений, андроїда намагається розібрати командування, щоб дізнатись таємницю його мислення. Доктор Беверлі Крашер покидає екіпаж, її замінює Кетрін Пуласкі. Ля Фордж стає головним інженером. Корабель зустрічає спадок минулого — загублений зореліт, екіпаж якого давно помер, і старий корабель поколінь, жителі якого опустилися до середньовічного рівня. К'ю знову дає про себе знати, перенісши «Ентерпрайз» за багато світлових років у регіон, де панують борґи — кіборги, що асимілюють усі цивілізації, які зустрічають. К'ю повертає зореліт назад, але тепер борґи знають про Федерацію.

### Третій сезон
Команда «Ентерпрайза» потрапляє в різні пригоди на колоніях Федерації та за її межами. Екіпажу доводиться вирішити низку конфліктів з ромуланцями та ференгі. Крашер повертається до служби на борту «Ентерпрайза». Дейта створює робота Лал, здатну відчувати емоції, проте її мозок деградує і Дейта вимикає свого «дочку». Соратники К'ю позбавляють його сил і тимчасово відправляють як покарання на борт «Ентерпрайза» в подобі людини.
Зореліт виявляє, що борґи вже наближаються до кордонів Федерації та намагається спинити їхній корабель-куб. В результаті борґи захоплюють Пікара та перетворюють його на кіборга Речника.

### Четвертий сезон
Пікара вдається визволити й позбавити борґівських імплантів. Проте після цього його побоюються як у Зоряному Флоті, так і рідня. Дейта виявляє, що Лор знову функціонує, а їхній творець Нуньєн Сунг ще живий. В дипломатичних місіях до команди долучається сестра Таші Яр, Ішара. Енісін Веслі покидає корабель, вступивши до Академії Зоряного Флоту. «Ентерпрайз» продовжує дослідницькі та рятувальні місії, викриваючи інтерес до корабля з боку ромуланців. Серед клінгонів спалахує громадянська війна і Ворф покидає борт, аби допомогти своєму брату.

### П'ятий сезон
«Ентерпрайз» допомагає Федерації у вирішенні конфліктів з кардассіанцями та баджорцями (див. «Зоряний шлях: Глибокий космос 9»). До команди приєднується син Ворфа, Александр Роженко. Посол Спок наприкінці кар'єри намагається помирити ромуланців з Федерацією, але потрапляє у змову, яку викриває Пікар. Команда виявляє експерименти Федерації зі створення надлюдей і розплутує її інтриги.
Екіпажу вдається захопити дрона борґів, який був людиною. Його планують використати для розповсюдження вірусу, вбивчого для борґів, проте дрон повертає людяність і від плану відмовляються. Пікар під впливом інопланетного зонда опиняється у віртуальній реальності, де для нього минає значний час. На Землі виявляють голову Дейти віком 500 років, з чого з'ясовується план невідомої цивілізації змінити історію.

### Шостий сезон
Дейта зупиняє прибульців і повертається з рятувальною командою у свій час. «Ентерпрайз» виявляє сферу Дайсона і рятує зниклого майже століття тому Монтгомері Скотта. Пікара залучають до розслідування змови кардассіанців, але він потрапляє в полон. Райкер стає новим капітаном і визволяє Пікара, після чого повертає йому командування. Під час дипломатичної місії Пікар гине, проте К'ю рятує його, повернувши назад у часі. Тим часом Ворф розшукує свого батька і опиняється в полоні ромуланців, звідки йому вдається втекти. Вчитель Пікара натрапляє на слід стародавньої технології, на яку полюють ромуланці й кардассіанці. Це виявляється послання від цивілізації, яка є предком усіх гуманоїдів Чумацького Шляху.
Райкер виявляє свого двійника, виниклого внаслідок збою при телепортації. Згодом «Ентерпрайз» знаходить спільноту борґів, відділену від колективу. Лор втручається в її вивчення, давши Дейті здатність відчувати емоції, щоб налаштувати його проти Федерації.

### Сьомий сезон
Раніше звільнений борґ Х'ю стає лідером спільноти, примиривиши її з командою «Ентерпрайза». Дейта лишає чип емоцій, навчаючись їх контролювати, а Лора деактивовують. За якийсь час Пікар гине, але команда підозрює, що це обман. Розслідування приводить до ромуланців, які фальсифікували вбивство.
«Ентерпрайз» розкриває, що надсвітлові подорожі на високих швидкостях руйнують простір, а Ворф потрапляє в паралельні світи. Веслі отримує видіння від істоти Мандрівника, та покидає службу в Зоряному Флоті аби розвинути свої здібності. Пікару доручають переселити колоністів, яким загрожують окупацією кардассіанці, що незаплановано стає початком терористичного руху Макі (див. «Зоряний шлях: Вояджер»).
К'ю повертається аби знову випробувати Пікара, ставлячи перед різними моральними виборами. Вони подорожують різними епохами, де Пікар проходить всі завдання, довівши К'ю, що він і його команда гідні продовжувати подорож.

## Список персонажів

Джорді Ля Форж, Діана Трой, Дейта, Жан-Люк Пікар, Ворф, Беверлі Крашер і Вільям Райкер

| Головні герої                   |                 |                                             |                              |                              |                                                                                    |
| Персонаж                        | Актор           | Посада                                      | Сезони, в яких брали участь  | Раса                         | Звання                                                                             |
| Жан-Люк Пікар (інакше — Пікард) | Патрік Стюарт   | Командир Ентерпрайз NCC-1701-D              | 1-7                          | Людина                       | Капітан                                                                            |
| Вільям Райкер                   | Джонатан Фрейкс | Перший Офіцер                               | 1-7                          | Людина                       | Командер, згодом — капітан (Nemesis)                                               |
| Дейта                           | Брент Спайнер   | Другий офіцер / офіцер з науки              | 1-7                          | Андроїд                      | Лейтенант-командер                                                                 |
| Джорді Ля Форж                  | Левар Бертон    | Головний інженер                            | 1-7                          | Людина                       | Молодший лейтенант (1 сезон), Лейтенант (2 сезон), Лейтенант-командер (3-7 сезони) |
| Ворф                            | Майкл Дорн      | Офіцер з тактики / Начальник служби безпеки | 1-7                          | Клінгон                      | Молодший лейтенант (1 сезон), Лейтенант (2-7 сезони)                               |
| Гайнан                          | Вупі Ґолдберґ   | Другий офіцер / офіцер з науки              | 1-7                          | Ель-авріанка                 | Лейтенант-командер                                                                 |
| Діана Трой                      | Марина Сіртіс   | Радник                                      | 1-7                          | Напів-людина, напів-бетазоїд | Лейтенант-командер (1-7 сезони), Коммандер (7 сезон)                               |
| Беверлі Крашер                  | Гейтс МакФедден | Головний лікар                              | 1, 3-7                       | Людина                       | Командер, головний медичний офіцер                                                 |
| Кетрін Пуласкі                  | Діана Мулдау    | Головний лікар                              | 2                            | Людина                       | Командер, головний медичний офіцер                                                 |
| Таша Яр, Ішара Яр               | Деніз Кросбі    | Начальник служби безпеки                    | 1, 3, 7 / 4, 5 (у ролі Сели) | Людина                       | Лейтенант                                                                          |
| Веслі Крашер                    | Віл Вітон       | Навігатор                                   | 1-5, 7                       | Людина                       | Мічман (енсін) / Кадет                                                             |

### Зміни акторського складу
Протягом декількох років зйомки серіалу в первинному складі акторів відбулися деякі зміни:
- У другій половині першого сезону актриса Деніз Кросбі (виконавиця ролі Таші Яр), виявила бажання припинити зйомки в серіалі. З цієї причини в найкоротші терміни сценарій наступних серій був переписаний: Таша Яр загинула, а місце начальника служби безпеки зайняв Ворф (спочатку — молодший офіцер). Втім, згодом Деніз Кросбі знялася в ролі Таші Яр у двох серіях, пов'язаних з подорожжю в часі: «Вчорашній „Ентерпрайз“» (англ. Yesterday's Enterprise), «Всі блага світу …» (англ. All Good Things ...), а також у серії «Спокута» (англ. Redemption) в ролі командира Сели.
- Віл Вітон також залишив шоу: згідно зі сценарієм його герой Веслі Крашер поступив в Академію Зоряного Флоту. Віл Вітон відмовився від участі в серіалі, мотивувавши це небажанням грати другорядні ролі.
- Гейтс МакФедден, яка виконувала роль Доктора Беверлі Крашер, була звільнена після закінчення першого сезону. Замість неї роль корабельного лікаря зайняла актриса Діана Мулдау, яка виконала роль доктора Кетрін Пуласкі (актриса в минулому знімалася в епізодичній ролі в Оригінальних серіях). Втім, така заміна викликала бурхливе невдоволення у шанувальників і, після другого сезону, цей персонаж покинув сценарій без пояснення причин. Роль корабельного доктора повернулася до Гейтс МакФедден.

## Сезони
| Сезон | Епізоди | Епізоди | Оригінальний показ | Оригінальний показ |
| Сезон | Епізоди | Епізоди | Перший показ       | Останній показ     |
| ----- | ------- | ------- | ------------------ | ------------------ |
| 1     | 26      | 26      | 28 вересня 1987    | 16 травня 1988     |
| 2     | 22      | 22      | 21 листопада 1988  | 17 липня 1989      |
| 3     | 26      | 26      | 25 вересня 1989    | 18 червня 1990     |
| 4     | 26      | 26      | 24 вересня 1990    | 17 червня 1991     |
| 5     | 26      | 26      | 23 вересня 1991    | 15 червня 1992     |
| 6     | 26      | 26      | 21 вересня 1992    | 21 червня 1993     |
| 7     | 26      | 26      | 20 вересня 1993    | 23 травня 1994     |

## Оцінки й відгуки
У численних рейтингах «Наступне покоління» посідає перше місце з-поміж серіалів за «Зоряним шляхом». На агрегаторі рецензій «Rotten Tomatoes» серіал має 91 % схвальних відгуків критиків і 89% позитивних оцінок від пересічних глядачів.
«Наступне покоління» — найпопулярніший серіал у франшизі «Зоряний шлях» і є одним із небагатьох серіалів «Зоряного шляху», який завершив свій показ із вищими рейтингами, ніж мав на початку.
За сайтом «SlashFilm», «Важко зробити щось краще, ніж Жан-Люк Пікар і команда „Enterprise-D“, але франшиза ніколи не повинна припиняти спроби ... Це серіал, який поєднує вдумливість з оптимізмом, який ніколи не буває безглуздим».
У рейтингу серіалів франшизи від сайту «Collider» описується: «Послідовність сценарію, піднесена концепція оповіді та різноманітність тем відіграють величезну роль у довговічній спадщині „Наступного покоління“ в жанрі ... „Зоряний шлях“ справді подорослішав із „Наступним поколінням“».
Згідно з сайтом Screen Rant, «Наступне покоління» має глибших персонажів, ніж оригінальний серіал і піднімає гостріші питання. При тому ж «Наступне покоління» — це серйозніший серіал, тоді як оригінальний частіше довзоляє собі бути жартівливим і грайливим.
Газетою «The Guardian» зазначалося, що «„Наступне покоління“, мабуть, найуспішніше та найупізнаваніше з усіх численних відгалужень франшизи „Зоряний шлях“». Серіал надає «спокусливо оптимістичне бачення людського майбутнього», а розмах сюжету знаходить місце різноманітним історіям, у яких кожен персонаж розкриває себе.

## Спадщина
За участю героїв «Нового покоління» було знято чотири повнометражні фільми:
- Зоряний шлях: Покоління
- Зоряний шлях: Перший контакт
- Зоряний шлях: Повстання
- Зоряний шлях: Відплата

Багато ідей і моменти серіалу були використані в наступних серіалах епопеї:
- Зоряний шлях: Вояджер
- Зоряний шлях: Глибокий космос 9
- Зоряний шлях: Ентерпрайз
- Зоряний шлях: Пікар

За мотивами «Нового покоління» було випущено безліч романів, оповідань та фан-арту.

## Факти
- Патрік Стюарт (капітан Пікард) і Джонатан Фрейкс (командер Райкер) були єдиними акторами, що знялися в усіх епізодах серіалу.
- Майже всі комп'ютери в новому поколінні (а також в Оригінальних серіях і Вояджері) озвучила актриса Меджел Барретт.
- Джорді Ля Форж сліпий від народження і протягом серіалу носить спеціальний прилад, Візор (англ. VISOR). Візор не тільки заміняє йому очі, але істотно покращує сприйняття в порівнянні зі сприйняттям звичайної людини. Згодом Ля Форжу була зроблена операція з повернення зору, але він продовжив користуватися Візором.
- Останній сезон Нового Покоління був номінований на премію Еммі 1994 як найкращий серіал.